# The Last Son
Pour plus de détails, voir Fiche technique et Distribution.
The Last Son est un western américain réalisé par Tim Sutton, sorti en 2021.

## Synopsis
Sierra Nevada, fin du XIXe siècle. Chasseur de primes solitaire pour l'armée, Isaac Lemay s'est taillé une réputation de tueur de sang-froid en commettant des massacres de cheyennes et, lors de son temps libre, a fréquenté de nombreuses prostituées qu'il a aussitôt abandonnées. Pourtant, ce dernier a été la cible d'une malédiction par le grand chef White Thunder qui lui annonça qu'un jour ou l'autre, l'un de ses enfants issus de ses aventures d'un soir le tuera. Afin d'éviter ce funeste sort, Lemay se lance donc à la recherche de tous ses descendants pour les abattre...

## Fiche technique
- Titre original et français : The Last Son
- Réalisation : Tim Sutton
- Scénario : Greg Johnson
- Musique : Phil Mossman
- Photographie : David Gallego
- Montage : Kate Abernathy
- Production : Andre Relis, Jib Polhemus et Steven Luke
- Sociétés de production : Blind Wink Productions, DECAL, Renegade Entertainment et VMI Worldwide
- Société de distribution : VMI Worldwide
- Pays d'origine :  États-Unis
- Langue originale : anglais
- Format : couleur
- Genre : western
- Durée : 96 minutes
- Dates de sortie : 
  - États-Unis : 10 décembre 2021
  - France : 14 décembre 2021 (VOD)

## Distribution
- Sam Worthington (VF : Loïc Houdré) : Isaac Lemay
- Colson Baker (VF : Martin Faliu) : Cal
- Thomas Jane (VF : Boris Rehlinger) : shérif Solomon
- Heather Graham (VF : Anneliese Fromont) : Anna
- James Landry Hébert (VF : Emmanuel Curtil) : Grayton Willets
- Alex Meraz (VF : Julien Meunier) : Patty
- Emily Marie Palmer : Megan
- Kim DeLonghi : Grace
- Bates Wilder : Coleman
- Hiram A. Murray : Logan
- David Silverman : Big Buck
- Danny Bohnen : soldat Ernie
- James Di Giacomo : Pierce
- Scotty Bohnen : Cecil
- Steve Silkotch : Wilson
- Andrew Stecker : le client dur
- David Myers Gregory (VF : Georges Caudron) : Gideon
- Kendra Alaura (VF : Céline Melloul) : Claire